# Norra Fisklösen, Västergötland
Norra Fisklösen är en sjö i Laxå kommun i Västergötland och ingår i Motala ströms huvudavrinningsområde. Sjön är 10 meter djup, har en yta på 0,019 kvadratkilometer och befinner sig 218 meter över havet.